# Coelogyne crassiloba
Coelogyne crassiloba är en orkidéart som beskrevs av Johannes Jacobus Smith.
Coelogyne crassiloba ingår i släktet Coelogyne och familjen orkidéer. Inga underarter finns listade i Catalogue of Life.